# Raïon de Petchersk
Pour les articles homonymes, voir Petchersk.
Le raïon de Petchersk (en ukrainien : Печерський район) est un raïon (district) urbain de Kiev, la capitale de l'Ukraine.
Il correspond à peu de chose près au centre historique de la ville.
Il est traversé par la rue Bankova, la rue Ivan-Mazepa. 

## Lieux et bâtiments remarquables
- le jardin botanique national Hrychko,
- la Laure des Grottes de Kiev et son Musée du Trésor national de l'histoire de l'Ukraine,
- le Parc Mariinskyi,
- le cimetière de Zverynets,
- Marché Bessarabsky.
- La Voie du Courage,
- l'hôtel particulier Ravitch-Doumitrachko,
- le Manoir Kovalevsky ou palais Kiov.

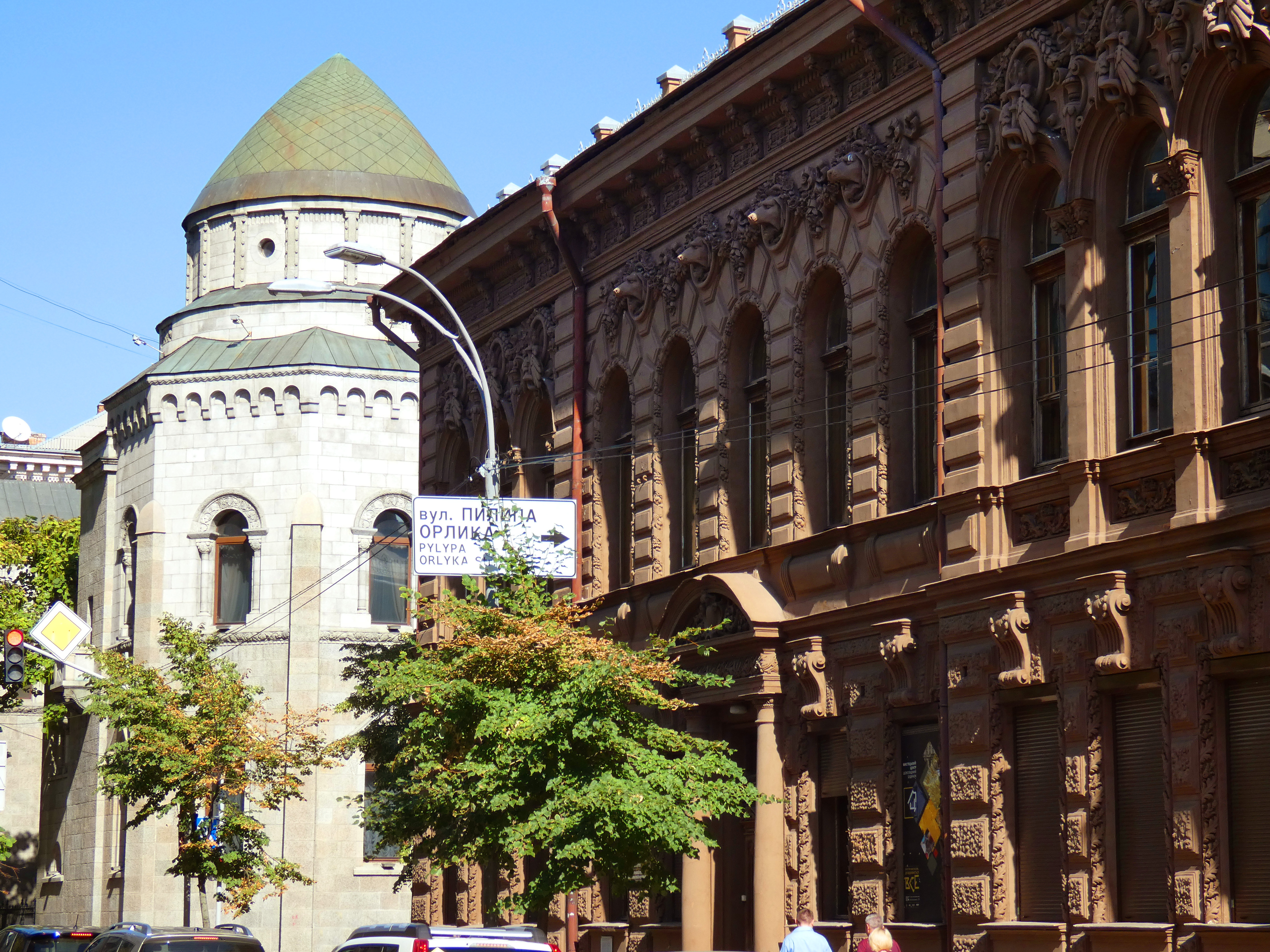
Manoir Kovalevsky rue Pylypa Orlyka.
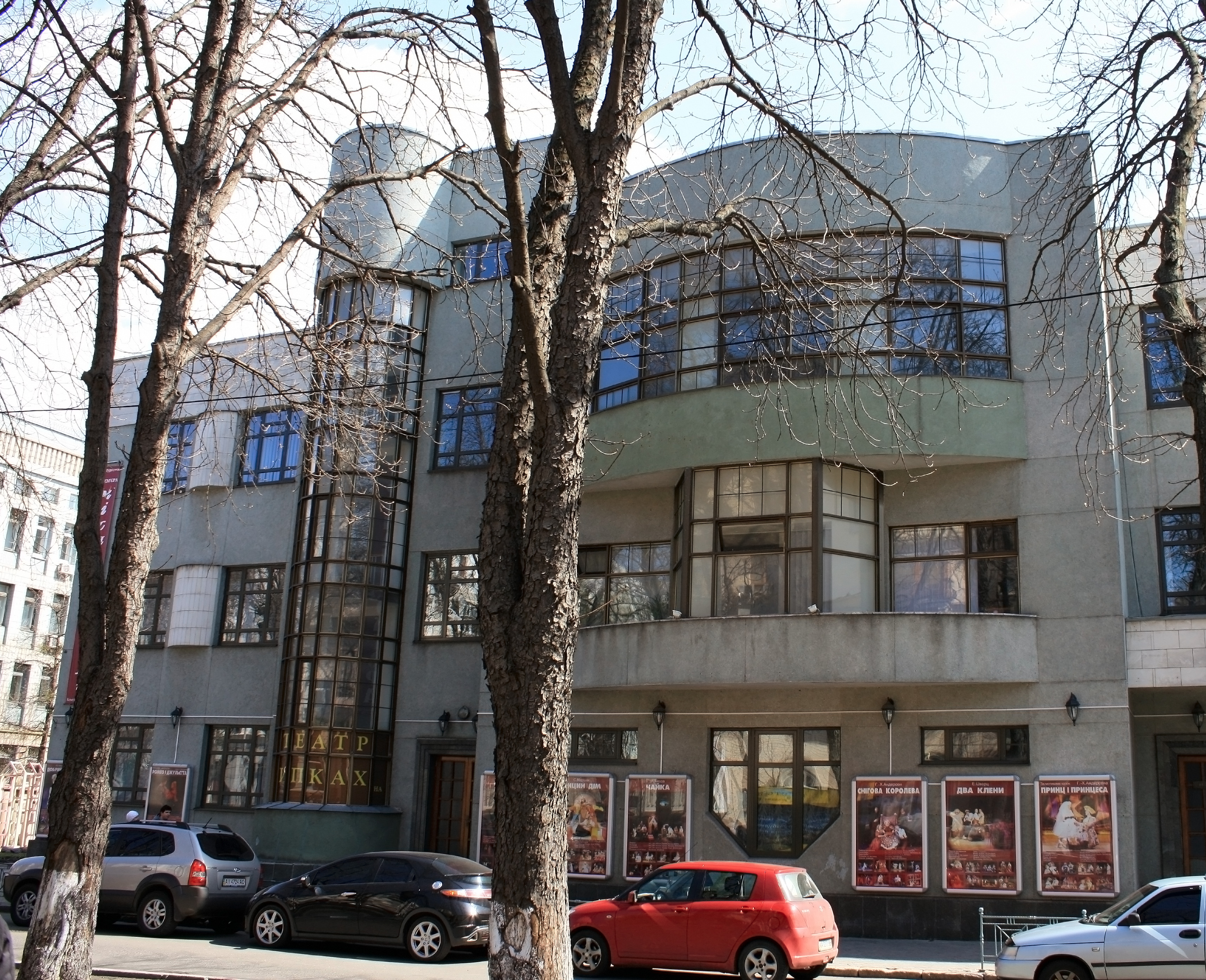
Au 15-17 de la rue Lipsky le Théâtre académique du jeune spectateur de Kiev.
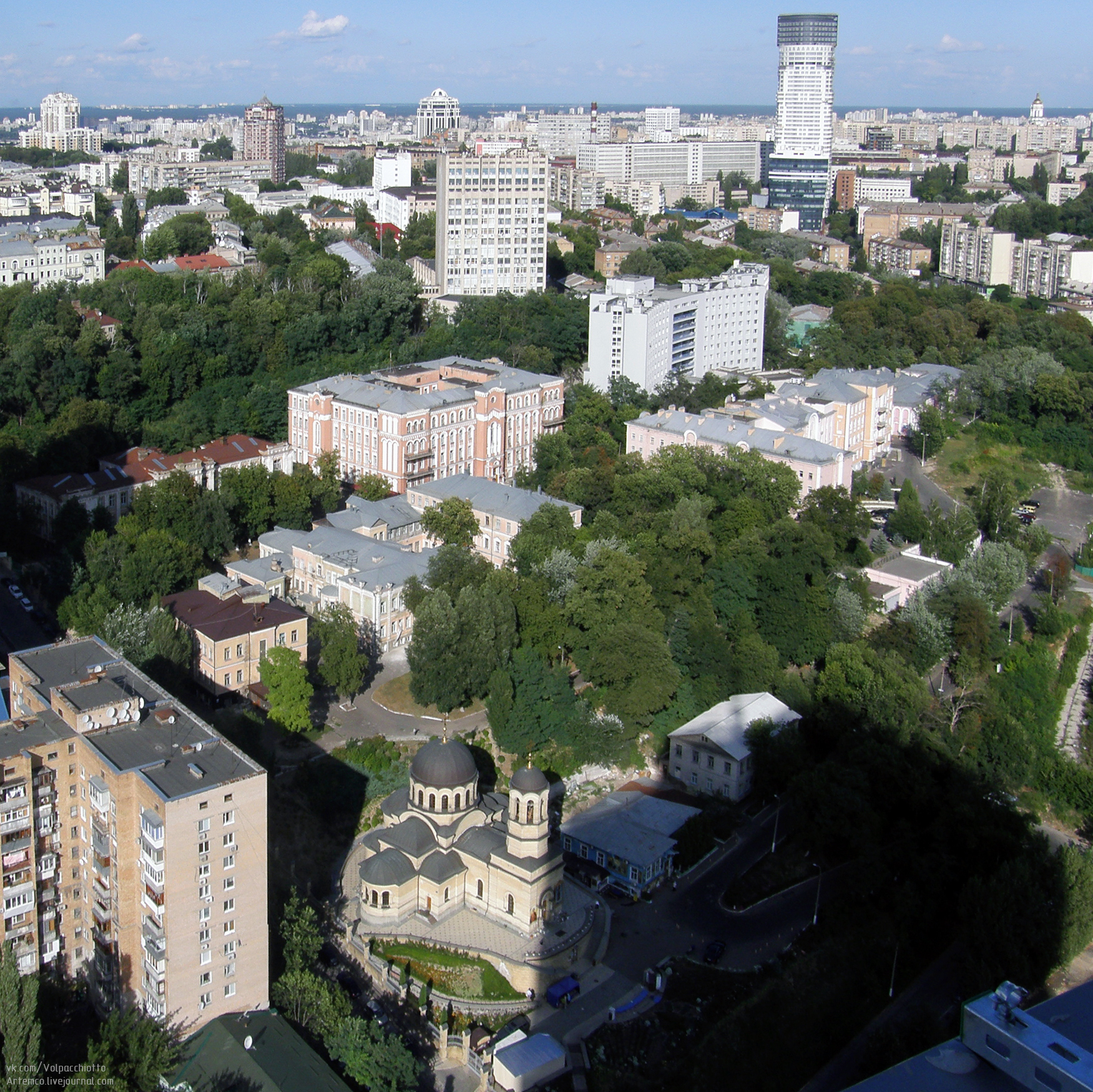
Le Centre hospitalier municipal de Kiyv.
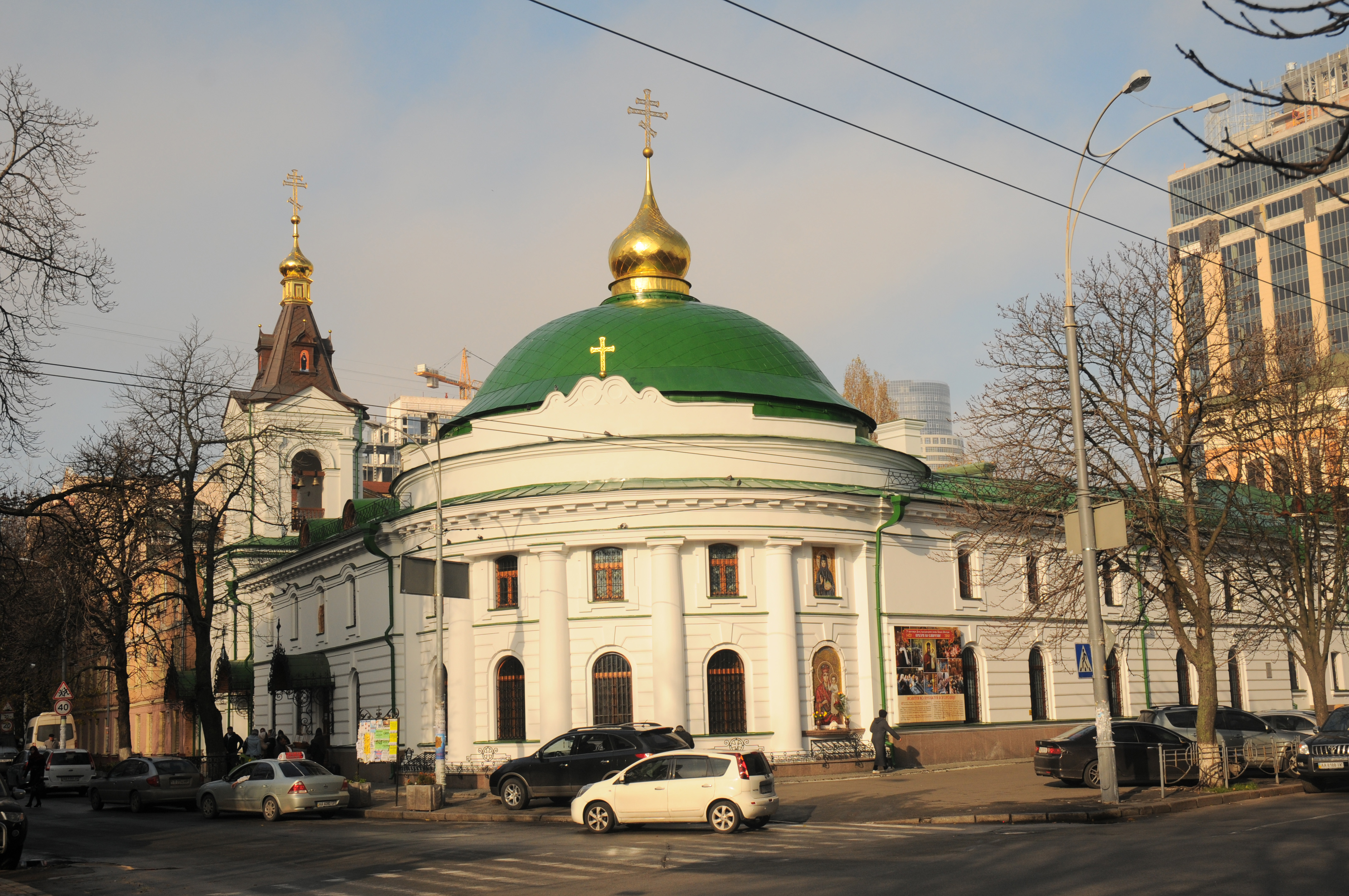
Monastère de la Présentation de Kiev.
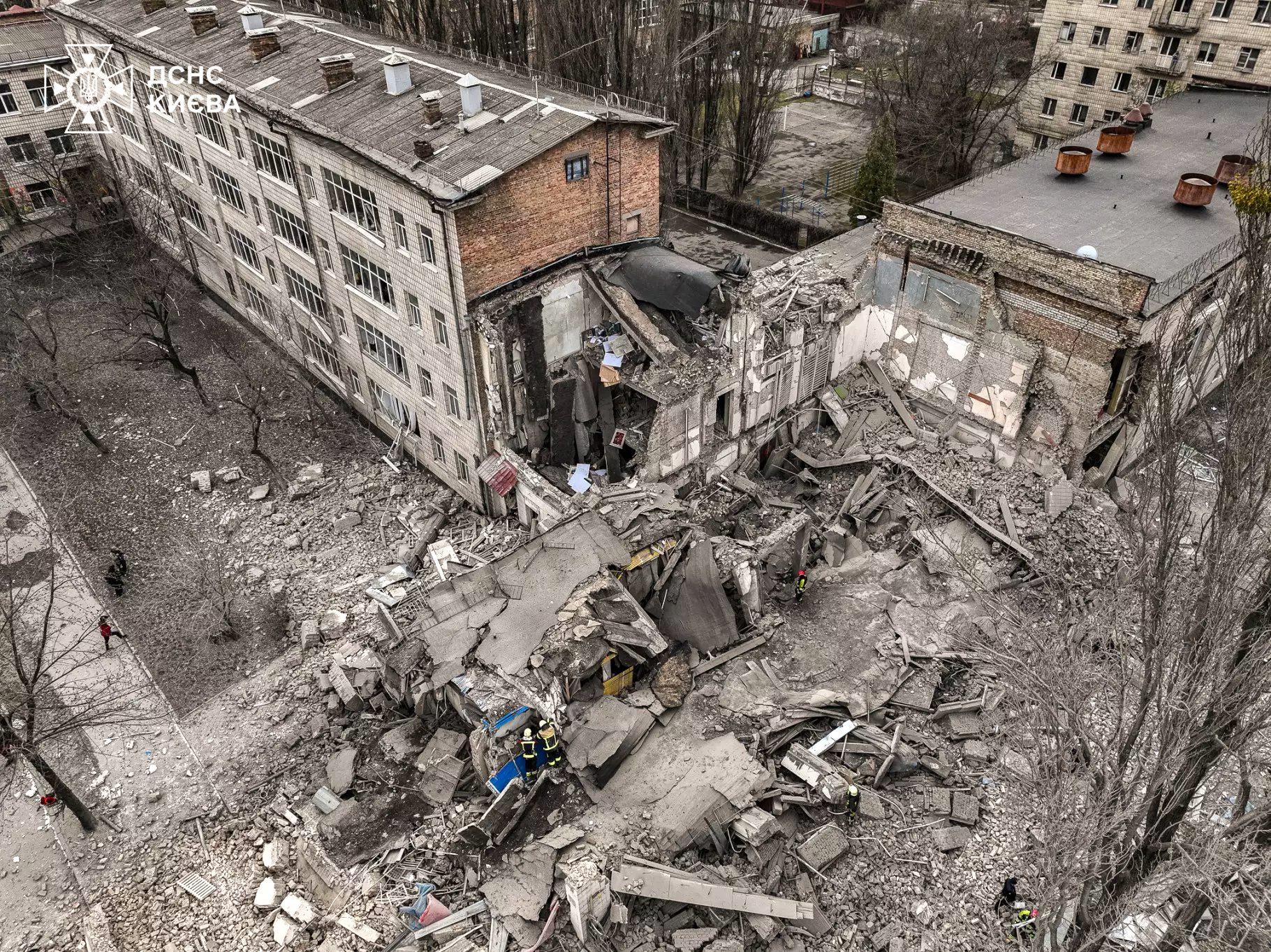
L'école des arts appliqués et de design après une frappe russe en mars 2024.
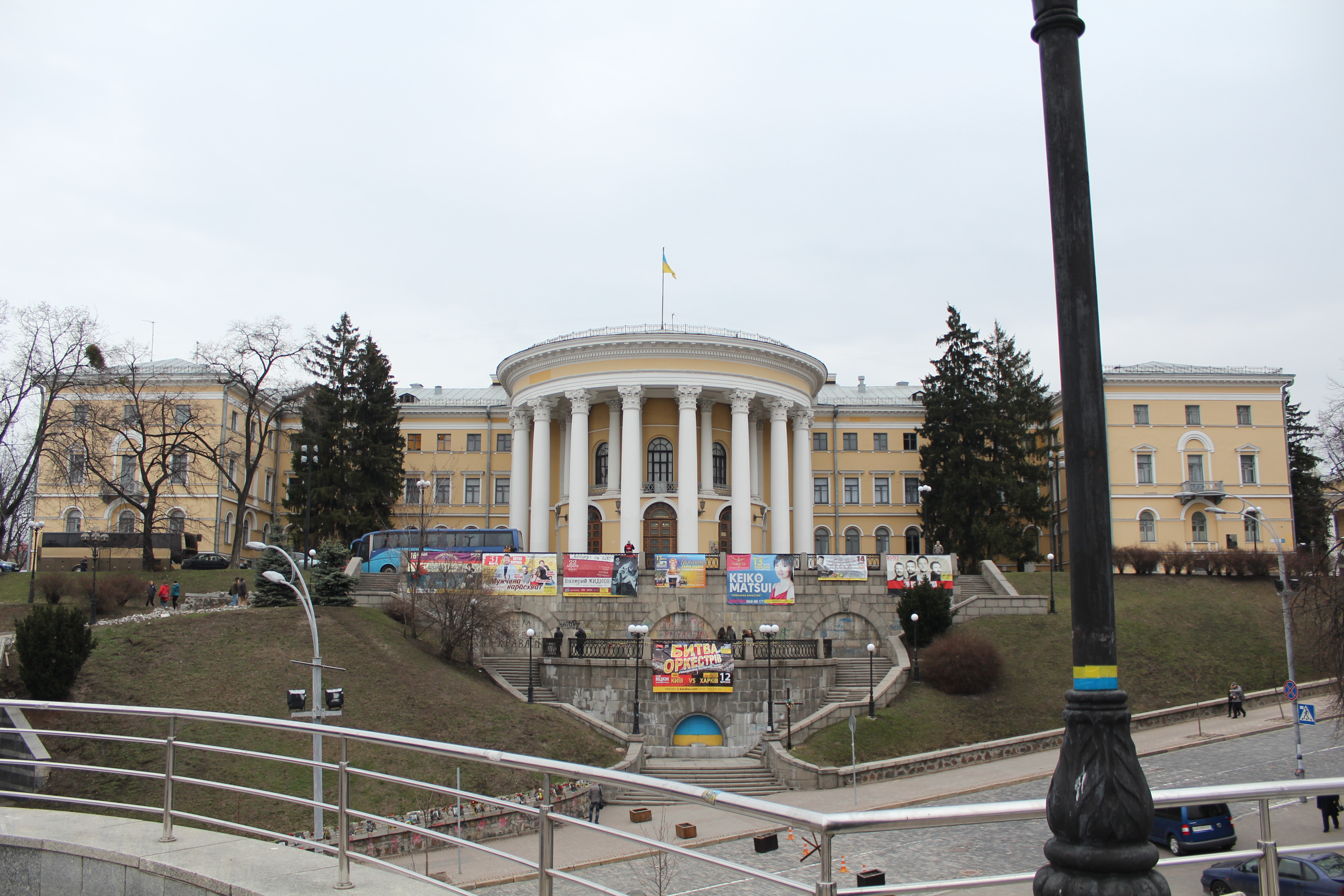
Le Palais d'Octobre rue de l'Institut.